# Antoine-Martin Chaumont de La Galaizière

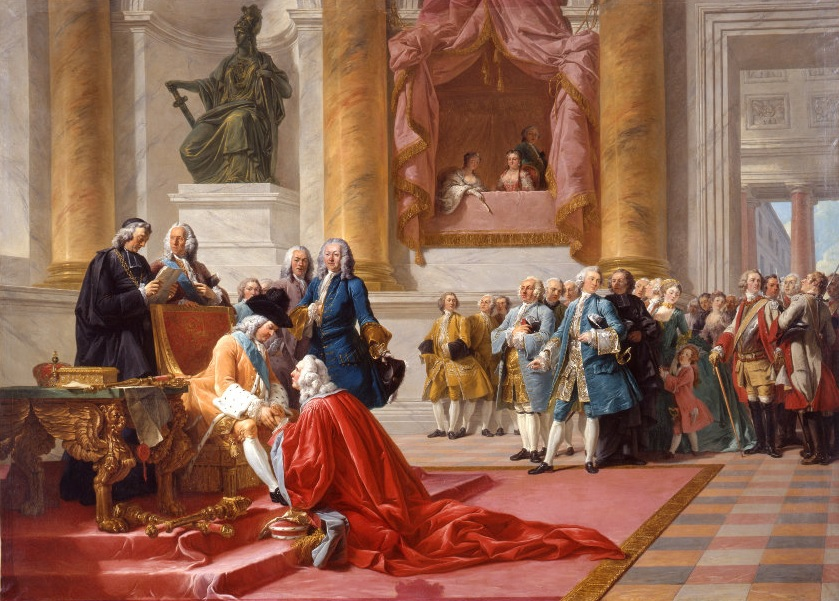
François-André Vincent, Der Marquis de La Galaizière wird am 18. Januar 1737 von Stanislaus Leszczyński im Schloß Meudon zum Kanzler von Lothringen ernannt

Antoine-Martin Chaumont de La Galaizière (bisweilen auch de La Galaisière geschrieben) (* 22. Januar 1697 in Namur; † 3. Oktober 1783 in Paris) war 1737–1768 Kanzler des Herzogtums Lothringen unter Herzog Stanislaus Leszczyński.
Seine Hauptaufgabe war es, die Eingliederung des Herzogtums in das französische Königreich vorzubereiten, die mit dem Ende der Herrschaft Leszczyńskis vorgesehen war, der schließlich 1766 starb. Die Eingliederung wurde von de La Galaizières Sohn Antoine vollendet.
In Lothringen residierte de La Galaizière im Schloss von Neuviller-sur-Moselle.